# Hieracium alphostictum
Hieracium alphostictum es una especie de planta con flor del género Hieracium, de la familia Asteraceae, orden Asterales.

## Distribución
Hieracium alphostictum se distribuye por Estonia.

## Taxonomía
Fue descrita científicamente por Dahlst. Fue publicada en Bih. Kongl. Svenska Vetensk.-Akad. Handl. 27(3; 13): 43 (1901).